# St.-Michael-Straße 22 (Magdeburg)

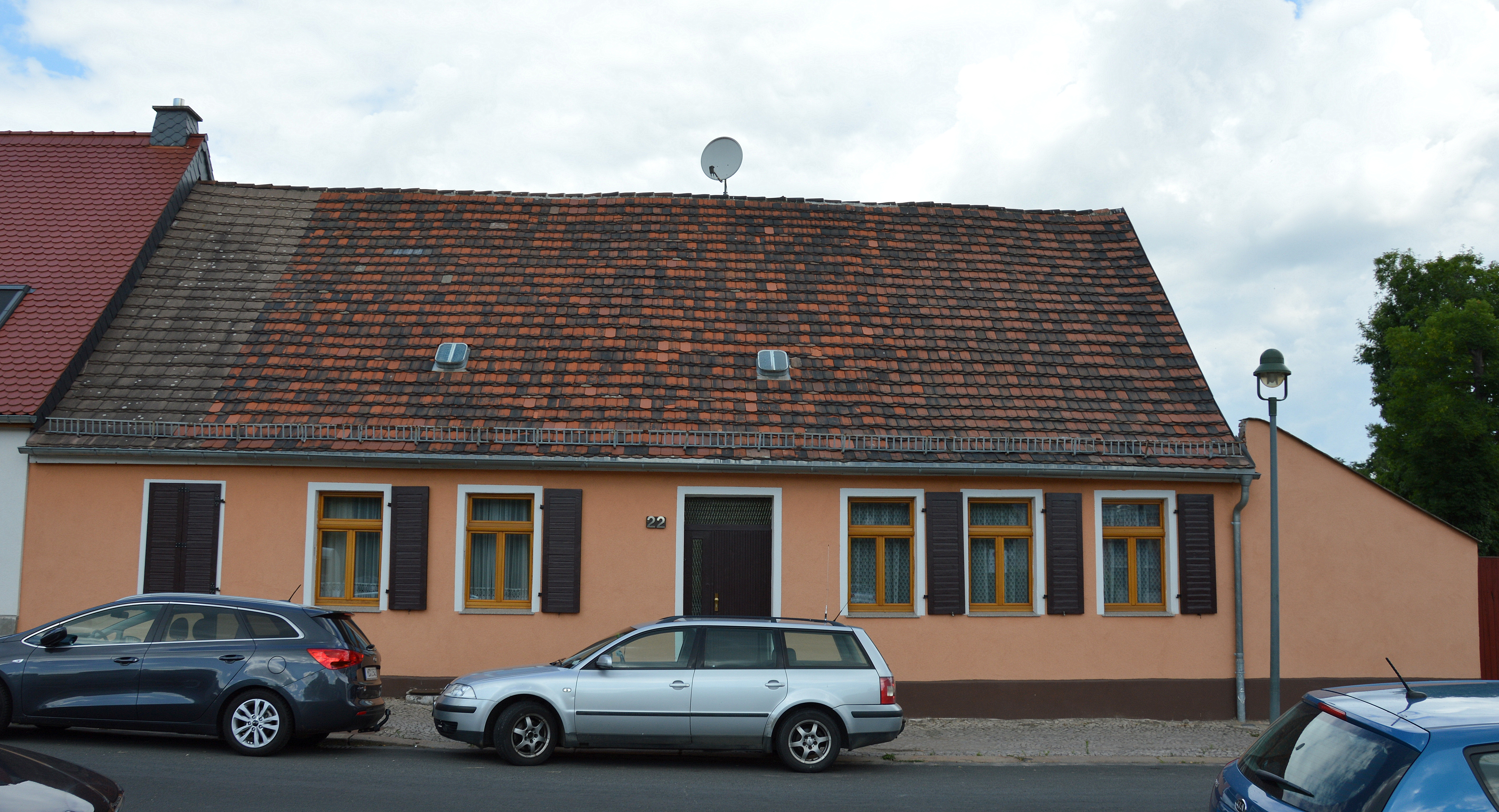
St.-Michael-Straße 22

Das Haus St.-Michael-Straße 22 ist ein denkmalgeschütztes Gebäude im Magdeburger Stadtteil Sudenburg in Sachsen-Anhalt.

## Lage
Es befindet sich auf der Nordseite der St.-Michael-Straße. Westlich des Hauses befindet sich das gleichfalls denkmalgeschützte Gebäude St.-Michael-Straße 23.

## Architektur und Geschichte
Das schlichte eingeschossige Wohnhaus wurde vom Maurermeister Behrendt im Jahr 1866 für den Ackerbürger Jacob Glade errichtet. Der traufständige verputzte Bau verfügt über sechs Fensterachsen und ist mit einem Satteldach bedeckt. Die Eingangstür ist straßenseitig, mittig angeordnet.
Der Bau wurde im Umfeld deutlich größerer und aufwendiger gestalteter Wohnhäuser erstellt und ist so gemeinsam mit dem benachbarten Haus St.-Michael-Straße 23 für das Straßenbild markant. Er gilt als wichtiges Zeugnis der älteren Siedlungsgeschichte Sudenburgs.
Im örtlichen Denkmalverzeichnis ist das Wohnhaus unter der Erfassungsnummer 094 82120 als Baudenkmal verzeichnet.